# Blake Dietrick
Blake Julia Dietrick (ur. 19 lipca 1993 w Wellesley) – amerykańska koszykarka, występująca na pozycji rozgrywającej.
23 lutego 2020 dołączyła po raz kolejny w karierze do zespołu Atlanty Dream.
26 maja 2021 została zawodniczką włoskiego Gesam Gas Le Mura Lucca.

## Osiągnięcia
Stan na 15 czerwca 2023, na podstawie, o ile nie zaznaczono inaczej.

### NCAA
- Uczestniczka rozgrywek turnieju NCAA (2012, 2013, 2015)
- Mistrzyni:
  - turnieju konferencji Ivy League (2012, 2013, 2015)
  - sezonu regularnego Ivy League (2015)
- Wicemistrzyni turnieju Ivy League (2014)
- Zawodniczka roku Ivy League (2015)
- Zaliczona do:
  - I składu:
    - Ivy League (2014, 2015)
    - turnieju Cavalier Classic (2013)

  - składu honorable mention All-American (2015 przez Associated Press,  Women’s Basketball Coaches Association – WBCA)
- Liderka Ivy League w asystach (4,9 – 2014)

### Inne
(* – nagrody przyznane przez portal eurobasket.com)
Drużynowe
- Mistrzyni:
  - EuroCup (2023)
  - Francji (2023)
- Finalistka Pucharu Francji (2023)

Indywidualne
- MVP kolejki*:
  - ligi greckiej (20 – 2017/2018)
  - hiszpańskiej ligi LFB (14 – 2018/2019, 2x – 2019/2020)
- Najlepsza zawodniczka*:
  - zagraniczna ligi włoskiej (2022)
  - występująca na pozycji obronnej ligi włoskiej (2022)
- Zaliczona do:
  - I składu:
    - ligi:
      - hiszpańskiej LFB (2019)
      - włoskiej (2022)

    - zawodniczek zagranicznych ligi:
      - hiszpańskiej (2019)
      - włoskiej (2022)

  - II składu ligi greckiej (2018)*[6]
- Liderka:
  - strzelczyń ligi greckiej (2018)[6]
  - w asystach ligi włoskiej (2022 – 7,1)